# Darkwood

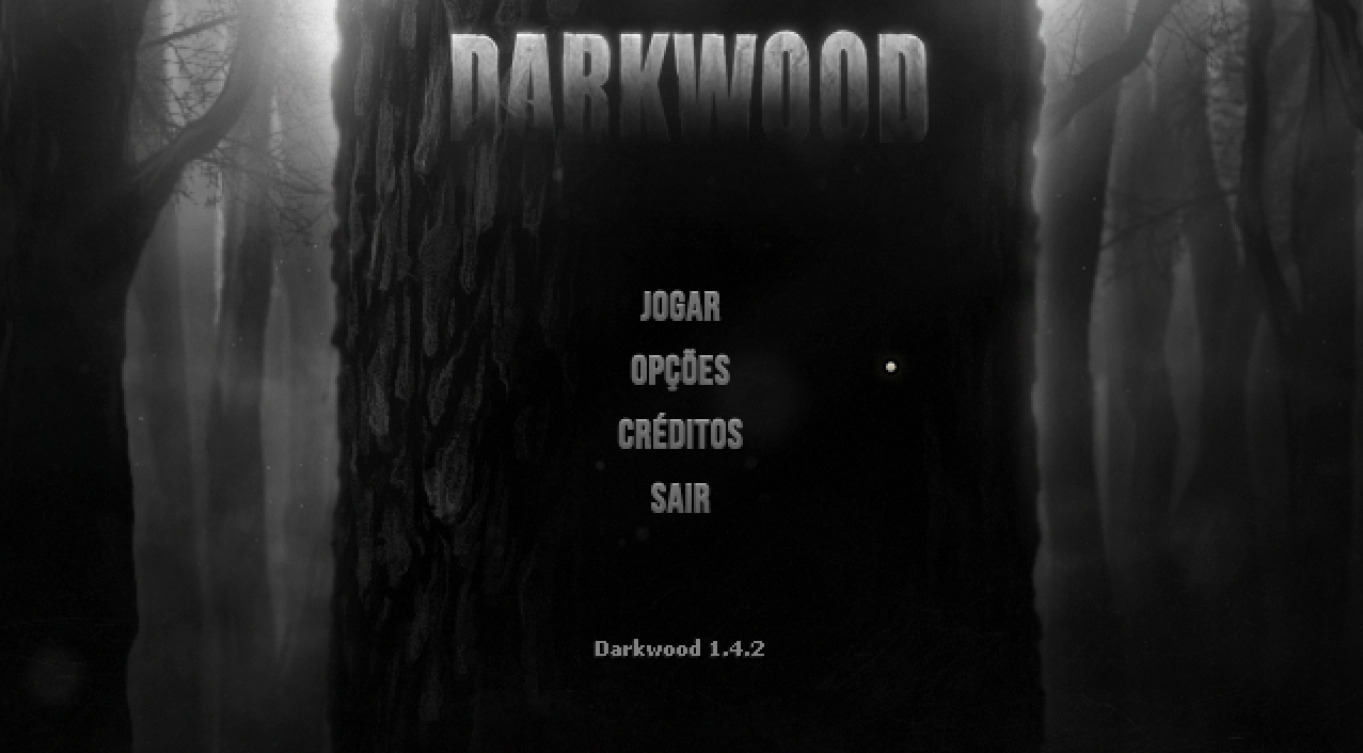
Tela inicial do jogo em pt-br

Darkwood é um jogo eletrônico de terror e sobrevivência com perspectiva de cima para baixo desenvolvido pela empresa polonesa Acid Wizard Studios. O jogo foi disponibilizado em 24 de julho de 2014 através do sistema de Acesso antecipado da Steam, para Windows, macOS, SteamOS e Linux Ubuntu. O jogo foi atualizado periodicamente até o lançamento da versão completa em 18 de agosto de 2017. A história se passa em uma floresta isolada, em algum lugar da Polônia Soviética, em que os personagens principais estão presos a uma quantidade incerta de tempo.
Em 20 de março de 2019, foi anunciado durante o Nintendo Direct que o jogo seria lançado para a plataforma Nintendo Switch. Esse lançamento ocorreu em 16 de maio de 2019. O jogo também foi lançado para o PlayStation 4 em 14 de maio e para o Xbox One dois dias depois, tendo sido publicado pela Crunching Koalas.

## Jogabilidade
O jogo possui um mundo semi-aberto, com novas áreas sendo desbloqueadas pelo jogador à medida que o enredo se desenrola. O jogo possui um ciclo de dia/noite, combate, stealth, um sistema de criação de itens, um sistema de progressão de habilidades e uma história com múltiplos caminhos a serem escolhidos, que afetam os personagens e o ambiente do jogo.
Apesar de ser um título de terror, os desenvolvedores decidiram criar o jogo com total ausência de jumpscares, focando-se ao invés disso na construção de uma atmosfera de suspense.
Durante o dia, o jogador pode explorar o mundo e vasculhar diversos locais, em busca de suprimentos, além de interagir e comerciar com diversos personagens e progredir na história do jogo. Também é possível criar e melhorar equipamentos, consertar barricadas nas portas e janelas de seu esconderijo, e "cozinhar" diversos objetos para adquirir novas habilidades. No entanto, cada habilidade positiva escolhida requer a escolha de uma habilidade negativa. Durante a noite, o jogador deve permanecer em seu esconderijo, combatendo diversos invasores e manejando as defesas do local. Caso a noite acabe sem que o jogador seja derrotado, ele receberá reputação com o mercador local, o que o permitirá adquirir suprimentos ou equipamentos melhores. Morrer durante a noite avançará o jogador para a manhã seguinte, no entanto sem que nenhum bônus seja recebido. Diferentes dificuldades podem ser escolhidas para definir as penalidades da morte no jogo, que vão desde a perda de metade do inventário até a morte permanente.
As mudanças no enredo do jogo são definidas pelas ações do jogador em relação aos outros personagens. O jogo é dividido em dois capítulos, mais um prólogo e um epílogo, e a progressão da história é realizada ao se auxiliar um personagem à escolha do jogador. O jogo possui dois finais diferentes, mais pequenas alterações no destino de cada personagem, definidas por escolhas menores realizadas através dos capítulos.

## Desenvolvimento
O jogo foi revelado através de um trailer publicado no YouTube em 5 de março de 2013. No dia 11 daquele mês, uma página foi criada para ele no serviço de jogos independentes Steam Greenlight, e durante as semanas seguintes, uma campanha de financiamento coletivo foi lançada no website Indiegogo. A campanha arrecadou mais de 57 000 dólares, representando 143% do objetivo de US$40 000 estabelecido pelos desenvolvedores. Em 24 de julho de 2014, a primeira versão alfa disponível ao público foi lançada, com atualizações sendo frequentemente publicadas nos anos seguintes. Suporte para sistemas de Linux de 32 bits, embora disponível no início, foi abandonado, pois uma pesquisa realizada pelos desenvolvedores não mostrou nenhum cliente utilizando tal sistema.
Um trailer para o jogo, filmado em live-action pelo estúdio polonês Film Fiction, foi lançado em 19 de julho de 2017, e o jogo completo foi disponibilizado em 18 de agosto do mesmo ano.
Em 25 de agosto, os desenvolvedores publicaram um texto no website de hosteamento de imagens Imgur, contando a história do desenvolvimento de seu jogo, disponibilizando o produto completo para download gratuito, e pedindo que os jogadores comprassem o jogo caso gostassem do produto. Esta ação foi teve duas motivações distintas, pois os desenvolvedores queriam que os jogadores que não tinham condições de pagar pelo jogo pudessem experimentá-lo, e também haviam recebido diversas mensagens relacionadas com o roubo de códigos de ativação do jogo. De acordo com eles, era preferível tornar o jogo disponível gratuitamente para algumas pessoas do que alimentar o mercado de códigos roubados.
Em 22 de janeiro de 2018, a versão 1.2 do jogo foi lançada, adicionando os idiomas Espanhol, Português do Brasil, e Alemão para o jogo. As traduções foram realizadas com a ajuda da comunidade. Traduções em mais idiomas também foram prometidas para o futuro. Em 7 de agosto de 2019, a versão 1.3 foi lançada, contendo correções de erros, otimizações e traduções em Chinês Simplificado, Italiano, Húngaro e Turco. Uma localização para o Francês também foi confirmada como estando em desenvolvimento.
De acordo com os desenvolvedores, Darkwood foi inspirado pelas "Obras de David Lynch, os Irmãos Strugatsky, Stanisław Lem. Jogos como Fallout, Dark Souls, Project Zomboid, Teleglitch, e em folclore eslavo. E, bem, pela vida real".

## Recepção
O jogo foi bem recebido por críticos, durante seu desenvolvimento inicial e após o lançamento completo. O jogo tem uma pontuação de 80% no Metacritic, baseado em 15 análises. Metacritic também incluiu Darkwood em sua lista dos 100 melhores jogos de 2017. O jogo recebeu o prêmio de "título financiado pela comunidade mais satisfatório" nos SXSW Gaming Awards. Escrevendo para o The Mary Sue, Amy Josuweit elogiou o jogo por não se utilizar de jumpscares, criando assim o que ela chama de uma "experiência de terror inclusiva para pessoas com Transtorno de estresse pós-traumático". O lançamento do jogo no Nintendo Switch foi acompanhado de análises publicadas na revista Variety e na IGN. Nesta última, Tom Marks elogiou o jogo por não se utilizar de "sustos baratos" e por ser "controlado surpreendentemente bem por um controle de Switch".